# Cryptophagus escolai
Cryptophagus escolai is een keversoort uit de familie harige schimmelkevers (Cryptophagidae). De wetenschappelijke naam van de soort werd in 1983 gepubliceerd door Otero & Gonzalez.